# 3. ústřední výkonný výbor Komunistické strany Číny
3. ústřední výkonný výbor Komunistické strany Číny (čínsky pchin-jinem Zhōngguó Gòngchǎndǎng dìsānjiè Zhōngyāng Zhíxíng Wěiyuánhuì, znaky zjednodušené 中国共产党第三届中央执行委员会) byl nejvyšší orgán Komunistické strany Číny v letech 1923–1925, mezi III. a IV. sjezdem. Na III. sjezdu pořádaném v Kantonu v červnu 1923 jeho delegáti zvolili ústřední výkonný výbor o devíti členech a pěti kandidátech, jeho předsedou se stal Čchen Tu-siou. Užší vedení strany tvořilo pětičlenné ústřední byro.

## Složení
Členové ústředního výkonného výboru:
- Čchen Tu-siou (陈独秀), předseda ústředního výkonného výboru,
- Cchaj Che-sen (蔡和森),
- Li Ta-čao (李大釗),
- Tchan Pching-šan (谭平山),
- Wang Che-po (王荷波),
- Mao Ce-tung (毛泽东),
- Ču Šao-lien (朱少连),
- Siang Jing (项英),
- Luo Čang-lung (罗章龙).

Kandidáti ústředního výkonného výboru:
- Teng Pchej (邓培),
- Čang Lien-kuang (张连光),
- Sü Mej-kchun (徐梅坤),
- Li Chan-ťün (李汉俊),
- Teng Čung-sia (邓中夏).

Členové 3. ústředního byra: Čchen Tu-siou, Cchaj Che-sen, Mao Ce-tung, Luo Čang-lung, Tchan Pching-šan (do srpna 1923), Wang Che-po (od srpna 1923). K výměně v srpnu 1923 došlo v souvislosti s přesunem ústředního výkonného výboru z Kantonu do Šanghaje koncem července 1923, Tchan Pching-šan zůstal v Kantonu a v ústředním byru ho proto nahradil Wang Che-po.
V květnu 1924 ústřední výkonný výbor určil vedoucí svých oddělení: Čchen Tu-siou měl celkové vedení, Mao Ce-tung vedl organizační oddělení, Luo Čang-lung oddělení propagandy, Wang Che-po oddělení dělníků a rolníků, Siang Ťing-jü oddělení žen.